# 無惨
『無惨』（むざん）は、黒岩涙香が明治22年（1889年）に発表した短編小説。日本人初の創作推理小説とされる。

## あらすじ
明治22年7月5日、東京築地の海軍原の川に3、40歳の無残きわまる男の惨殺体が浮かんだ。最寄りの警察署の刑事探偵の谷間田は、新入りの大鞆に、死体の様子から犯人を女とする自らの推理を聞かせ、これを博賭場でのもつれによる殺人とみて現場近くに住んでいたお紺という女の捜査に向かう。
一方、大鞆は谷間田を出し抜こうと、被害者が掴んでいた3本の毛髪を持ち帰り、顕微鏡で分析して犯人を支那人と断定。翌日、大鞆は長官の荻沢のもとに駆け付け、これが日支両国間で国際問題に発展しかねない大事件であるとしてその推理を聞かせる。

## おもな登場人物
谷間田（たにまだ）
刑事巡査。歳は40頃のデップリ太った愛嬌顔、または茶化し顔のベテラン探偵（刑事）。勘と閃きを頼りに捜査を行う。
大鞆（おおとも）
谷間田の斡旋で署に入った新入りの探偵。24、5歳の小作りで如才ない顔つきの若者。英仏の探偵理学を洋書で学んだ理論派で、科学的分析で捜査を行い、谷間田を無学な奴と嘲る。
荻沢（おぎさわ）
本作の事件を監督する長官。
お紺
容疑者の女。

## 「日本探偵小説の嚆矢」
小説館の定期刊行物『小説叢』の第一冊として、1889年（明治22年）9月に右田寅彦の『平家姫小松』とともに掲載され、翌1890年（明治23年）2月、上田屋より単行本として刊行された。1893年（明治26年）には『三筋の髪』と改題されて再刊されている。男の死体の状況を基に、勘頼りのベテランと理論派の新人の2人の職業探偵がそれぞれ推理を働かせ、犯人に迫る、というあらすじである。
本作は、それまで海外の探偵小説の翻案を行っていた黒岩涙香が、初めて執筆した創作探偵小説である。
梅廼家かほるは、単行本版の序文（明治22年10月付）で本作を「日本探偵小説の嚆矢とは此無惨を云うなり」と、「探偵小説」との語句を用いてこれを評している。本作は起承転結が確立された3篇構成となっており、涙香も「余は論理も知らず小説も知らざる男」と謙遜しながら、「小説家には論理書と見へ、論理家には小説と思はるる、望外の幸なり」と創作に対する意気込みを語っている。
涙香はこの『無惨』で本格探偵小説に挑戦したが、以後は再び翻訳翻案の仕事に戻った。本作では結びに、荻沢警部が卓越した推理をみせる大鞆に対して エミール・ガボリオ創作の探偵ルコックになぞらえ、「東洋のレコックになる可し」との台詞が入る。
本作は発表後長らく忘れられていたが、1937年（昭和12年）、明治文学研究者の柳田泉が、『探偵春秋』2月号に掲載された「涙香の創作探偵小説『無惨』について」で紹介し、「恐らく本格の探偵小説らしい探偵小説の創作は、此の『無惨』をもつて嚆矢とするといつてもよいかも知れない」と位置づけた。柳田は、翌3月号掲載の「涙香時代の探偵小説」で、『無惨』の1年前に発表された須藤南翠の創作探偵小説『硝烟剱鋩 殺人犯』（正文堂、1888年6月）を紹介しつつも、「探偵小説としてはまづ未成品で、単に先駆的なものとしてしか見られない」と評している。江戸川乱歩も柳田の評価を受け継ぎ、評論集『幻影城』（1951年）に収めた「涙香の創作『無惨』について」（初出『新探偵小説』1947年7月号）で、本作を「日本最初の本格の創作探偵小説」と位置づけた。この柳田と乱歩の評価によって、日本初の創作探偵小説かつ本格探偵小説とする評価が定着する。
柳田泉は、実際に涙香がこのまま創作探偵小説を続けていれば、「大鞆」は江戸川乱歩の生んだ明智小五郎に匹敵する探偵キャラクターになっていたかもしれないとして、これが実現しなかったことを惜しんでおり、涙香は「これだけでも立派に日本探偵小説史上掻消すことの出来ぬ存在となつてゐる」、「吾等は、翻訳家涙香の外に、創作家涙香の名も記憶に値することを知らなくてはならぬ」と述べている。